# Lathyrus ochroleucus
Lathyrus ochroleucus är en ärtväxtart som beskrevs av William Jackson Hooker. Lathyrus ochroleucus ingår i släktet vialer, och familjen ärtväxter. Inga underarter finns listade i Catalogue of Life.

## Bildgalleri

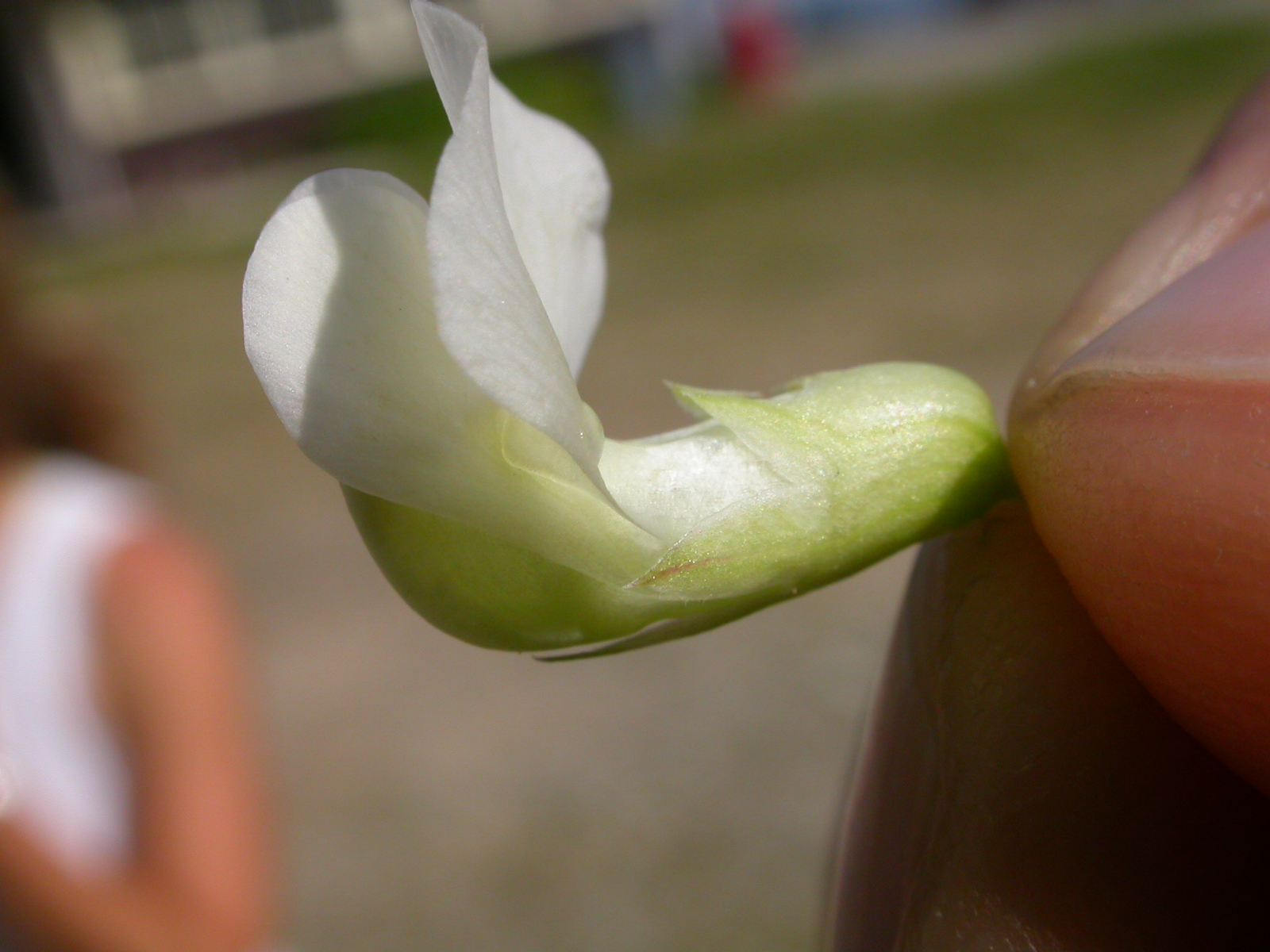
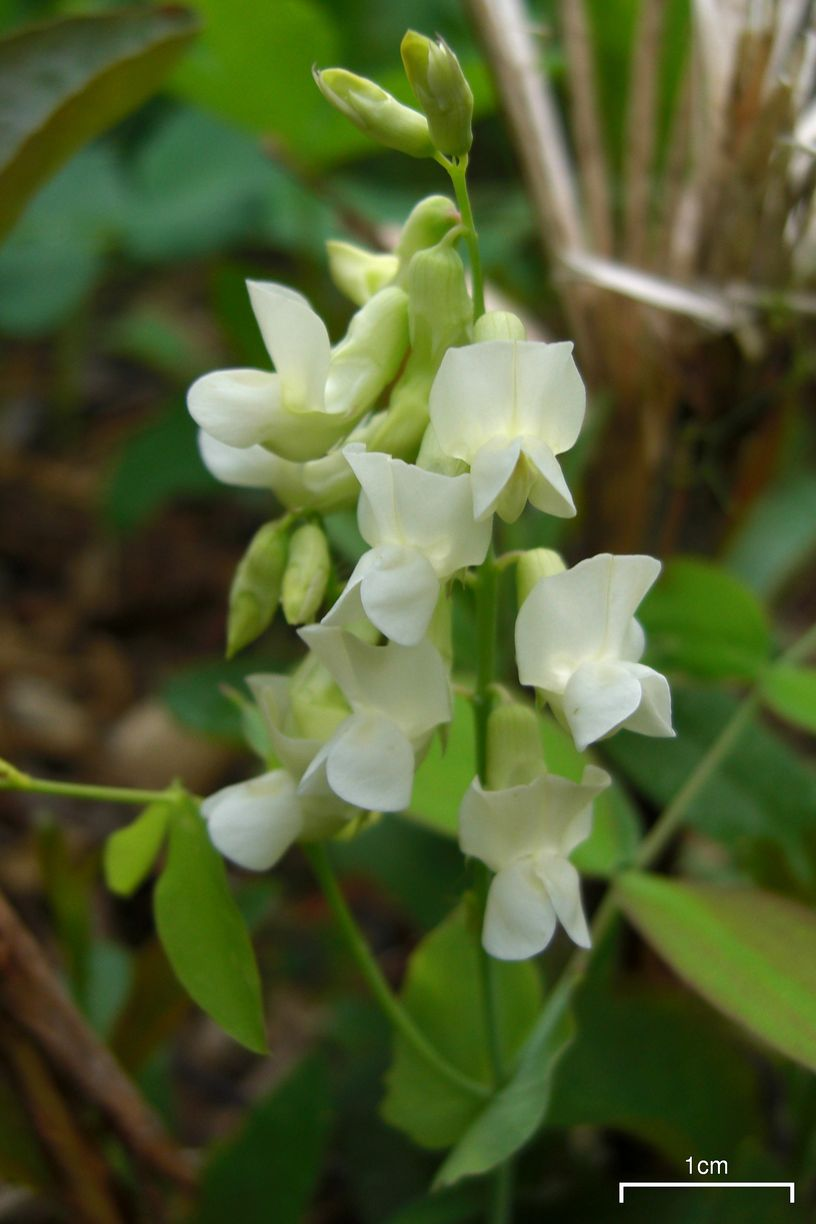